# Uadi Natrun

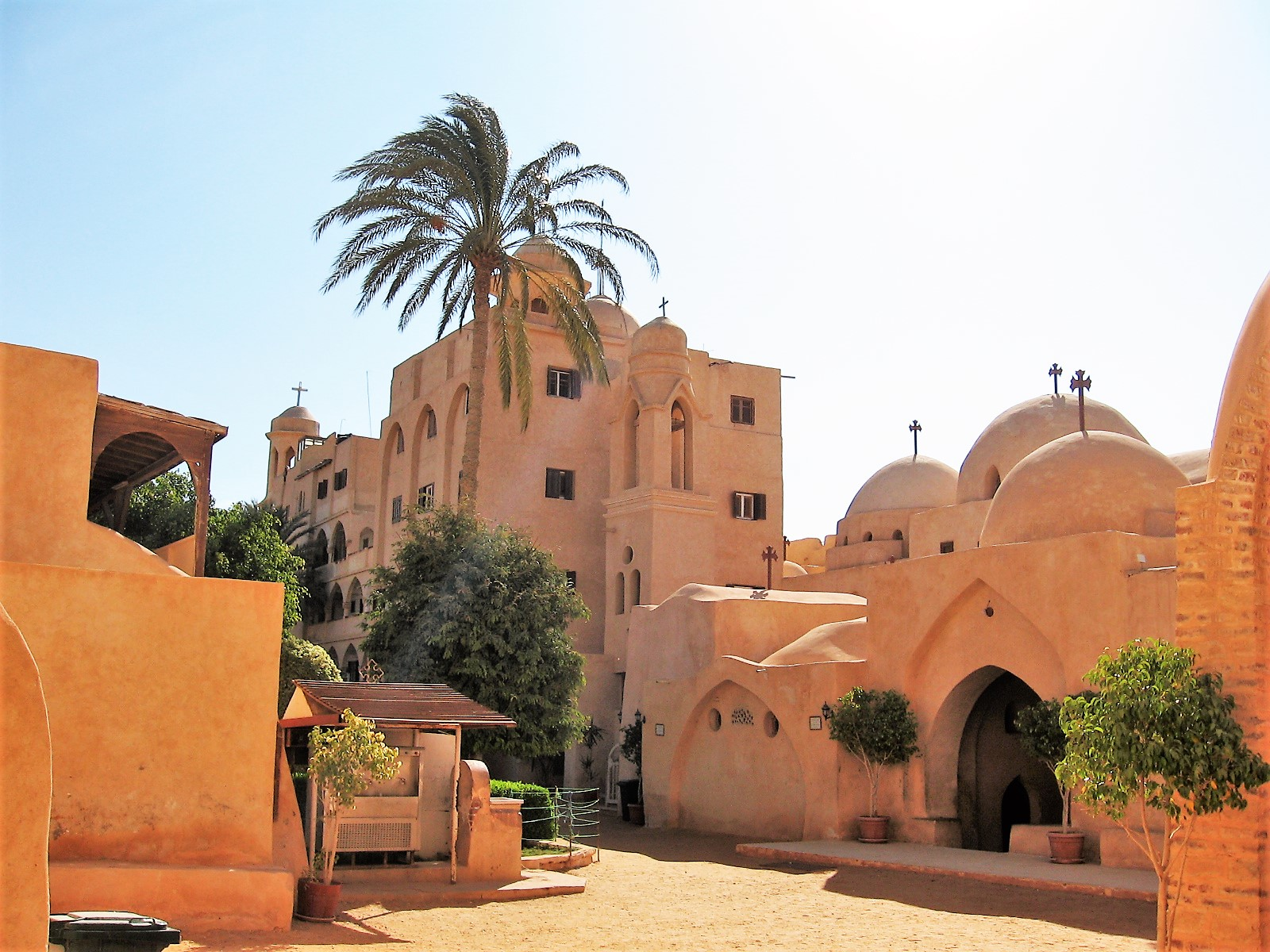
El monasterio de los Sirios o Deir al-Surian, de filiación copta ortodoxa.

Uadi Natrun, Uadi al-Natrum, Uadi al-Natrun o Uadi Natrum (en árabe: "Valle del natrón"; en copto: Ϣⲓϩⲏⲧ, Šihēt "Medida de los corazones"; en griego: Σκῆτις  o Σκήτη) es un valle localizado en la Gobernación de Behera, Egipto, que incluye una ciudad con el mismo nombre. El nombre refiere la presencia de ocho lagos diferentes en la región que producen sal natrón.
En la literatura cristiana, es conocido como Scetis (o Skete; Σκήτις, Σκέτη en griego antiguo) y es uno de los tres centros monásticos cristianos primitivos localizados en el desierto del noroeste del delta del Nilo. Los otros dos centros monásticos son Nitria y Kellia. Estos tres centros a menudo se confunden fácilmente y algunas veces se los denomina como un único lugar (como 'Nitria', 'Desierto de Nitria' o 'Desierto de Scetis'), pero son localizaciones distintas, aunque sean geográficamente cercanos entre sí y con historias interrelacionadas. Scetis es más conocido hoy día porque sus antiguos monasterios permanecen en uso, a diferencia de Nitria y Kellia, que solo tienen restos arqueológicos.
En idioma griego moderno, con respecto al monasticismo, la palabra Scetis, transliteración de Σκήτη, también puede referirse a una celda monástica aislada, que no forma parte de un convento, mientras que Kellia (de Κελλία, singular de Κελλίον del latín "cella") es una celda monástica dentro de un convento.
Uadi Natrun, en lo que una vez fue un oasis cultivado, dispone de cuatro monasterios que se pueden visitar, localizados en Deir el-Amba Bishoi, Deir es-Suriani, Deir Abu Makar (San Macario) y Deir el-Baramus. El natrón, la sal natural utilizada en el proceso de momificación, procedía de este valle en la antigüedad.

## Fósiles
El área es uno de los sitios más conocidos por contener gran cantidad de fósiles de grandes animales prehistóricos en Egipto, siendo esto ya conocido en el siglo I, y probablemente mucho antes.

## Historia y tradición

### Antiguo Egipto
Los lagos alcalinos del Valle del Natrón proporcionaron a los antiguos egipcios el bicarbonato de sodio utilizado en la momificación y en la fayenza egipcia, y más tarde los romanos lo utilizaron para la fabricación del vidrio.
En el cuento El campesino elocuente (Dinastía IX o Dinastía X), un residente del Uadi Natrum, llamado Juninpu (Ḫwn-Ỉnpw) fue desposeído de su propiedad por un funcionario prevaricador, y se describen en nueve discursos de un estilo fuerte, la primacía de la justicia sobre la fuerza. 
Durante la época faraónica, esta vasta región era considerada como sagrada por su natrón, mineral natural o roca carbonatada a base de carbonato de sodio, bicarbonato de sodio, sulfato de sodio o cloruro de sodio, que tienen diversas propiedades limpiantes, absorbentes o antisépticas, encontrados en abundancia, y que eran esenciales, en diversas formas, para ceremonias de purificación y la fabricación de momias. El alto consumo de este producto requirió visitas frecuentes y el lugar se convirtió en un santuario. Todavía se pueden ver, en los edificios religiosos construidos más tarde, columnas, dinteles y piedras que provienen de los antiguos templos hoy desaparecidos.

### Era cristiana
Conocido como Scetis o Desierto de Scetis o Sceta, durante la era cristiana, el Uadi Natrun protegió a San Macario el Grande que se retiró allí en 330. Su presencia atrajo a numerosos creyentes, con lo que poco a poco se empezaron a construir iglesias y hospicios para peregrinos, y monasterios para religiosos. No se debe confundir con el desierto de Nitria, ubicado más al norte, más cerca de Alejandría. 
Desde los primeros siglos de nuestra era, el Uadi Natrun sirvió de refugio a los cristianos de Egipto, acosados por las autoridades de Bizancio. Habiendo recurrido muchas veces al exilio para preservar su fe, los coptos vivieron allí, primero como ermitaños antes de organizarse en comunidades. Así es como se establecieron casi cincuenta monasterios en el siglo IV. Hoy en día, solo quedan cuatro, todavía habitados por monjes: 
- Monasterio de los Sirios o Deir El-Suryani.
- Monasterio de los Romanoso Deir Baramos.
- Monasterio de San Bishoi o Deir Amba Bichoi.
- Monasterio de San Macario el Grande o Deir Abu Makar.

## Santos de la región
Algunos de los santos más renombrados del Uadi Natrun incluyen a varios Padres del Desierto, incluyendo a San Ammón, San Arsenio, San Juan el Enano, San Macario de Egipto, San Macario de Alejandría, San Moisés el Moro, San Bishoi, Santos Máximo y Domatio, San Poemen y San Samuel el Confesor.

## Saint-Exupéry
Los alrededores del Uadi Natrun han sido identificados como el probable sitio donde el avión del aviador francés Antoine de Saint-Exupéry se estrelló el 30 de diciembre de 1935. Después de sobrevivir milagrosamente al accidente, él y el mecánico de su avión casi mueren de sed antes de ser rescatados por un nómada. Saint-Exupéry documentó su experiencia en su libro Tierra de hombres. Se cree que este suceso inspiró su obra maestra, El Principito.

## Galería

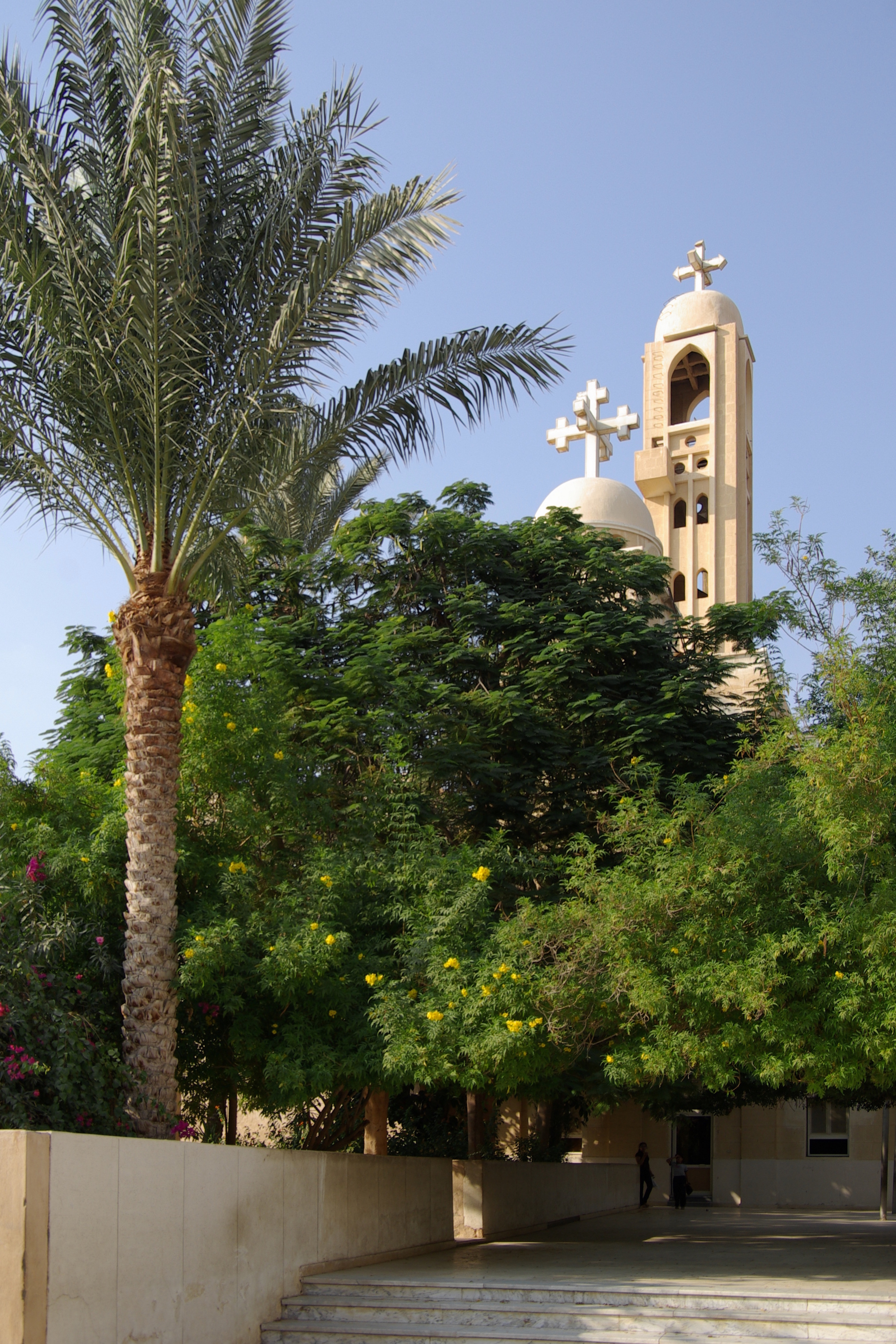
Monasterio de San Bishoi
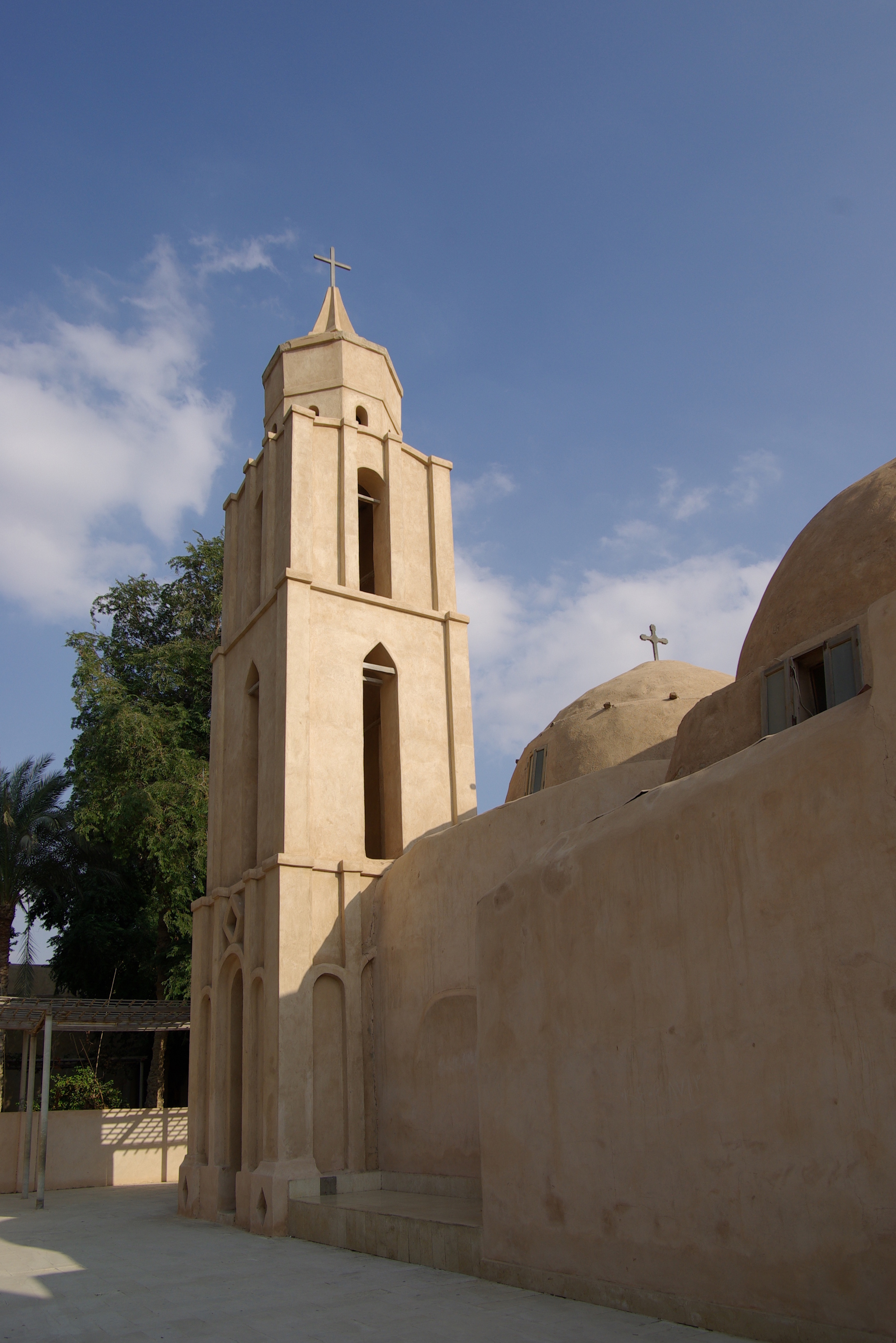
Monasterio de San Bishoi
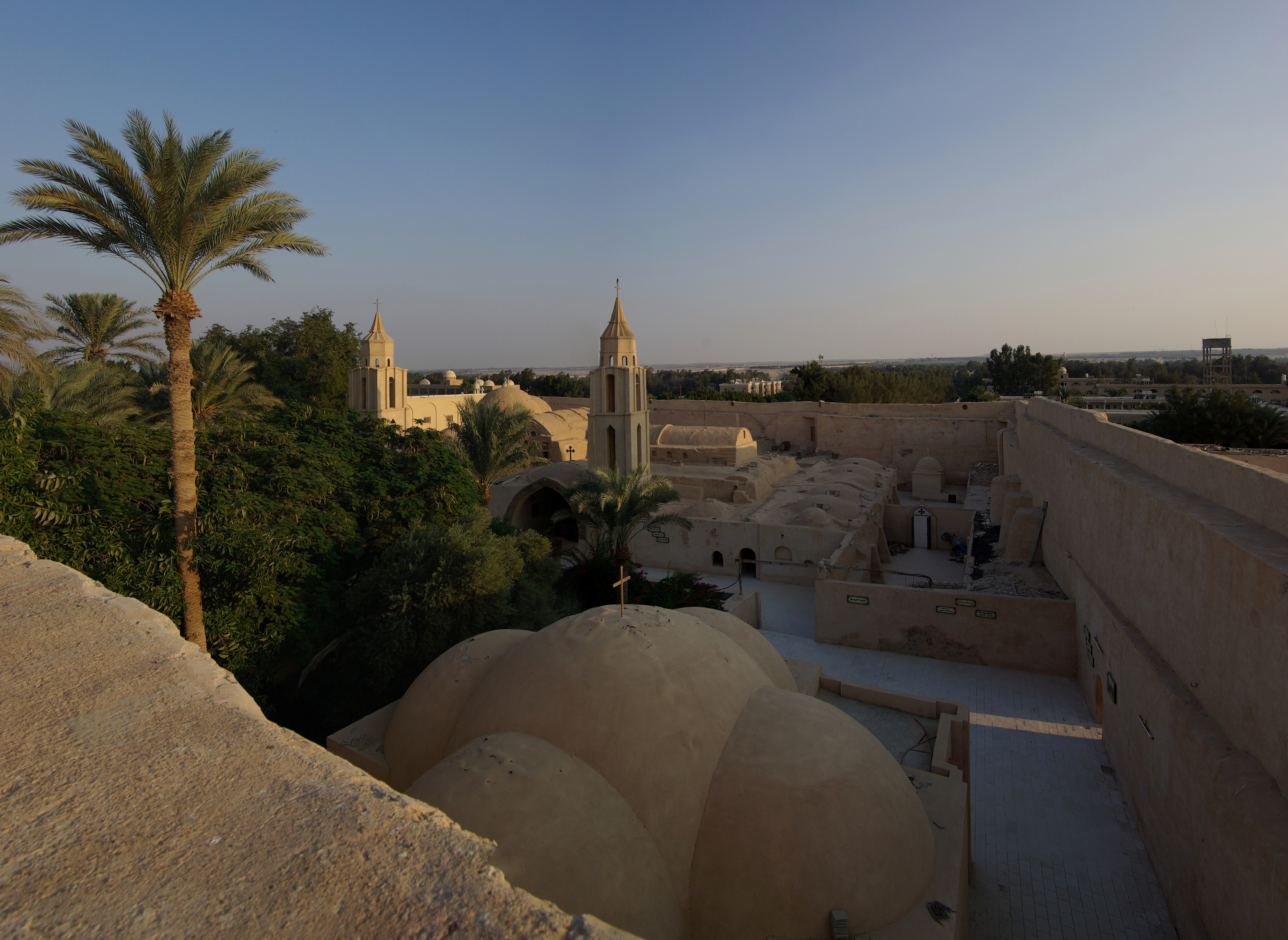
Monasterio de San Bishoi
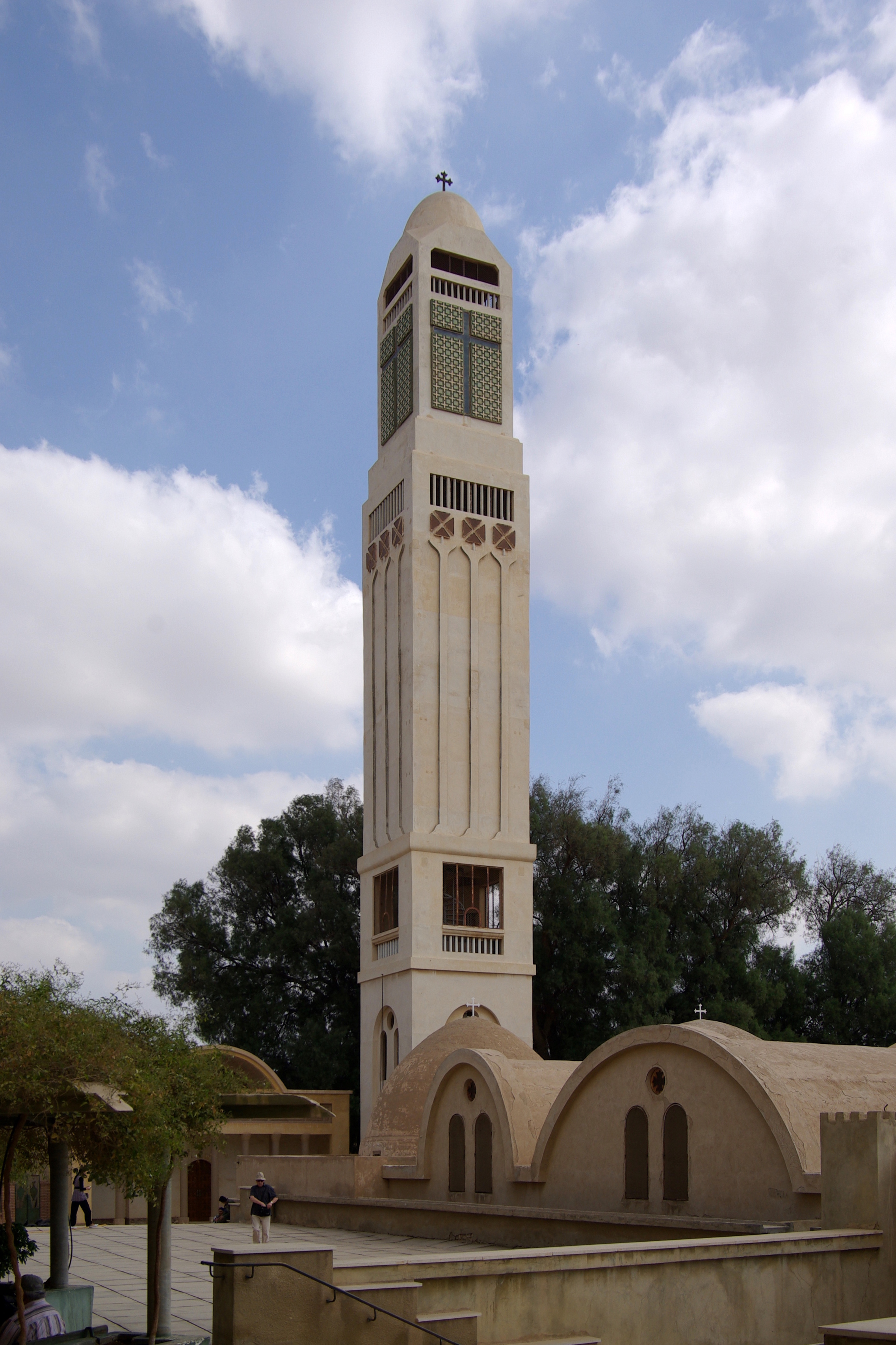
Monasterio de San Macario el Grande
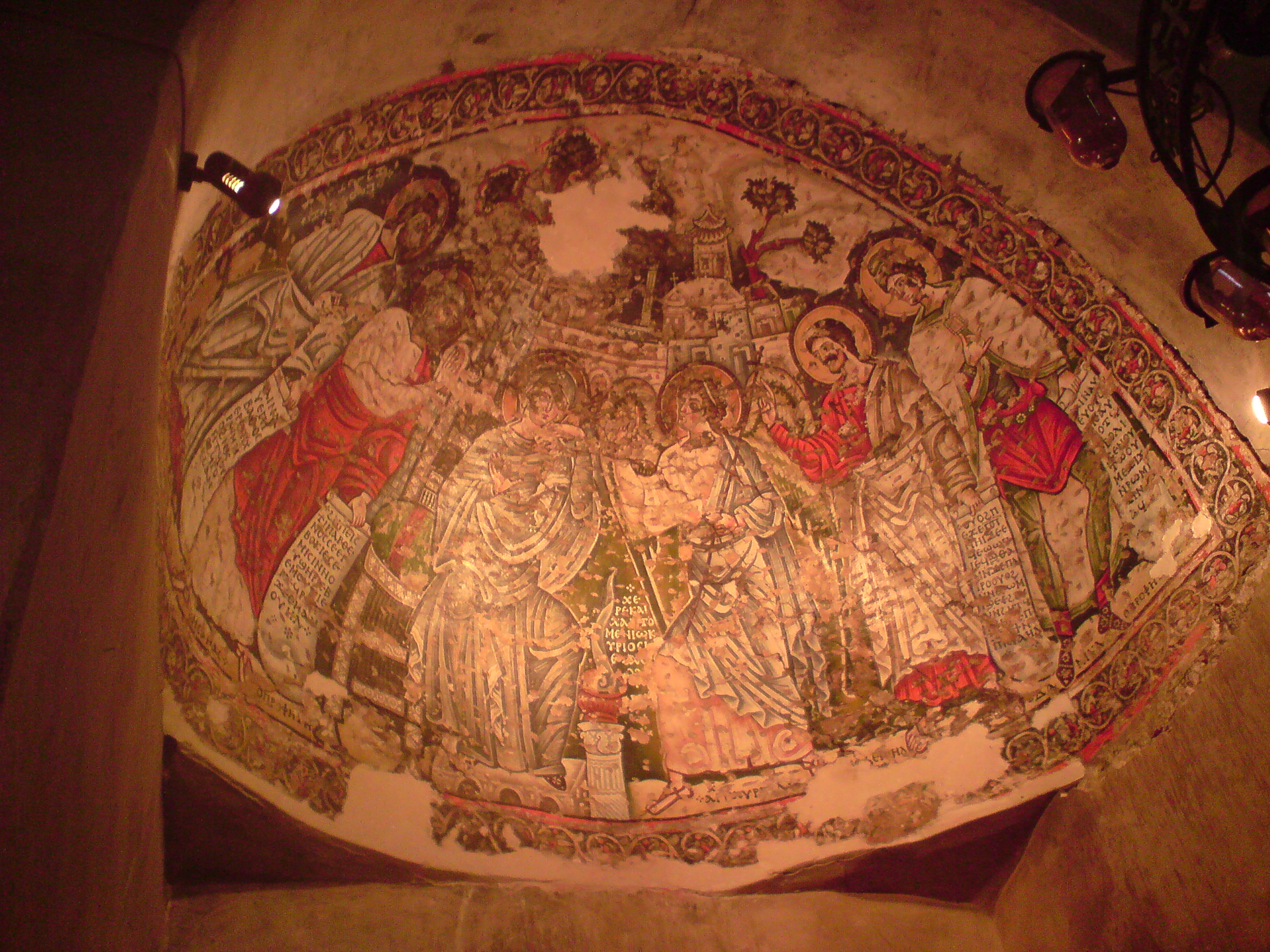
Frescos en el Monasterio de los Sirios
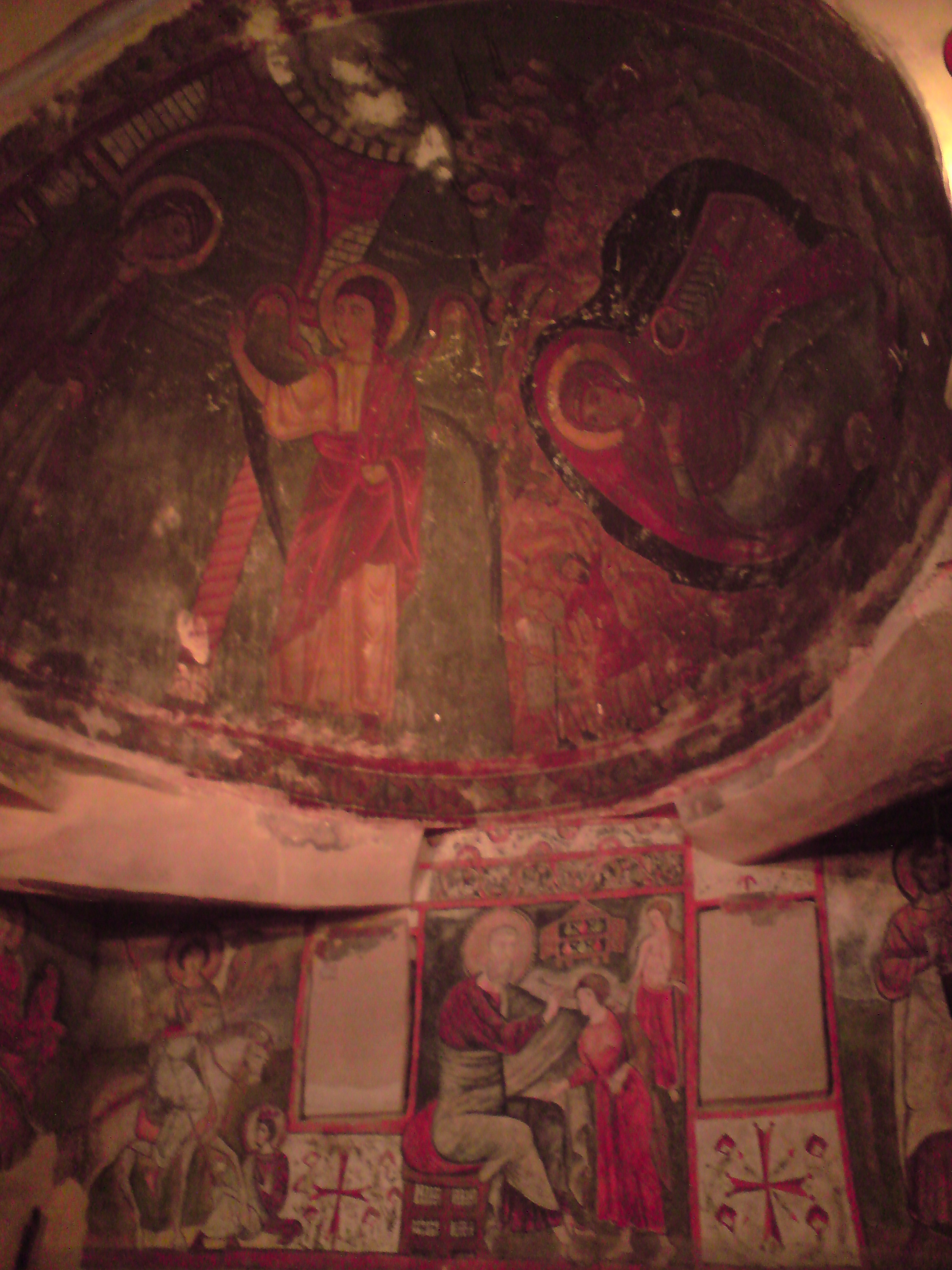
Frescos en el Monasterio de los Sirios